# Kanavuori
Kanavuori är en halvö i Finland. Den ligger i Nådendals kommun i landskapet Egentliga Finland, i den sydvästra delen av landet, 170 km väster om huvudstaden Helsingfors. Toppen på Kanavuori är 41 meter över havet.
Terrängen runt Kanavuori är mycket platt. Havet är nära Kanavuori österut. Runt Kanavuori är det ganska tätbefolkat, med 56 invånare per kvadratkilometer. Närmaste större samhälle är Nådendal, 8,3 km öster om Kanavuori. 